# Manuel Pedro da Cunha Cintra
Dom Manoel Pedro da Cunha Cintra (11 de novembro de 1906 — 30 de março de 1999) foi o primeiro bispo da Diocese de Petrópolis, no estado do Rio de Janeiro, Brasil. Nomeado em 3 de janeiro de 1948, era até então Reitor do Seminário Central da Imaculada Conceição do Ipiranga e Visitador Apostólico dos Seminários do Brasil. Recebeu a ordenação episcopal em São Paulo a 28 de março de 1948 e tomou posse em Petrópolis a 25 de abril. Governou a diocese até 29 de fevereiro de 1984, quando teve sua renúncia aceita pelo papa São João Paulo II. Faleceu em 1999.

## Petrópolis
Foi eleito Bispo de Petrópolis a 09 de janeiro de 1948, recebeu a Sagração Episcopal em São Paulo, na Basílica de Nossa Senhora do Carmo, a 28 de março, e tomou posse da Diocese a 25 de abril.

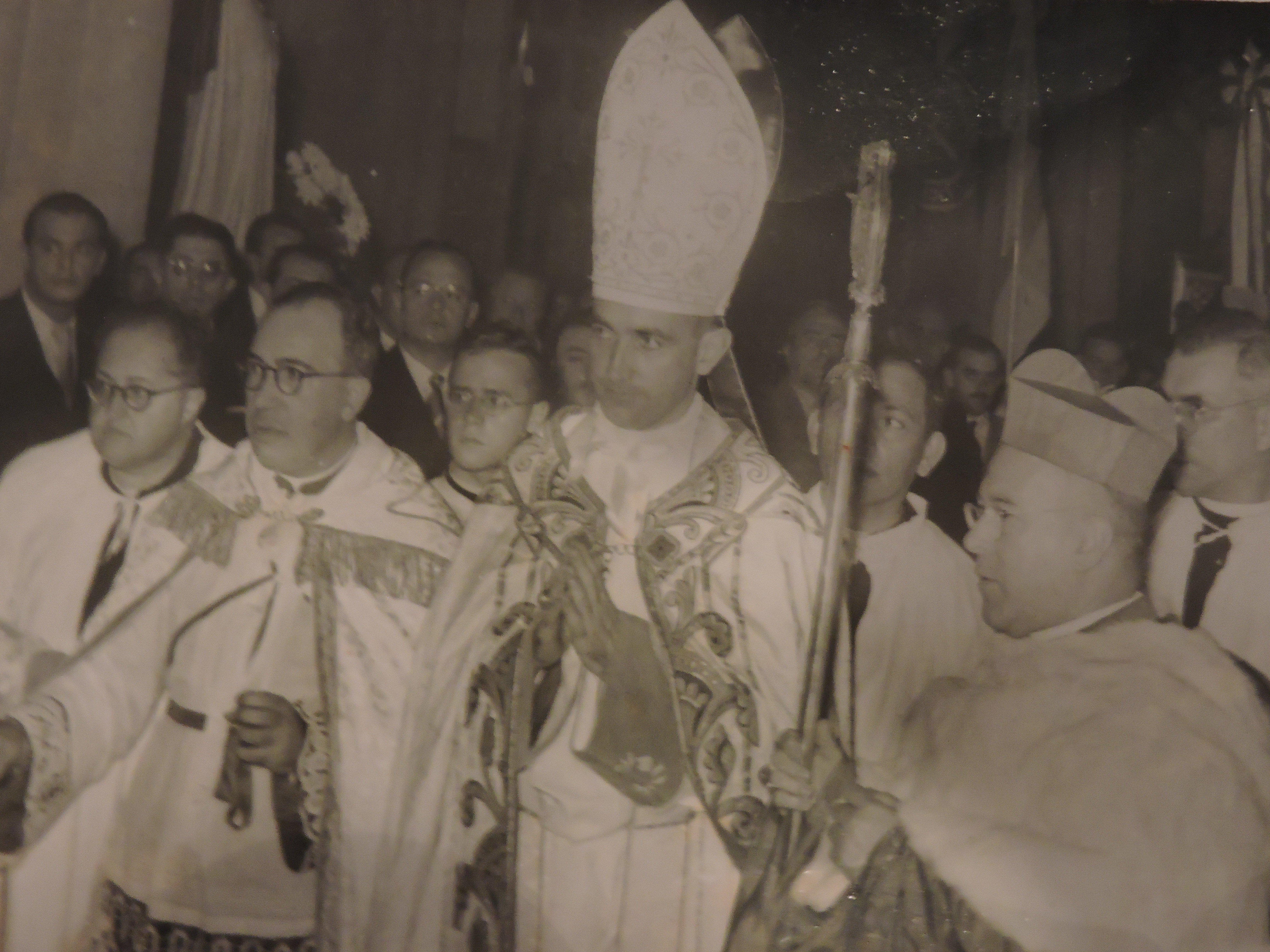
Tomada de Posse de Dom Manoel em Petrópolis, o 25 de abril de 1948.